# おひつじ座56番星
おひつじ座56番星 (56 Arietis, 56 Ari) は、太陽系から見ておひつじ座の方向に約415光年の距離にある恒星で変光星。回転変光星の分類の一つ「おひつじ座SX型変光星 (SXARI)」のプロトタイプとされる。

## 特徴
0.7279日の周期で、5.75等から5.81等の振幅で変光する。おひつじ座SX型変光星は、He IとSi IIIの吸収線の強度と磁場が変動するスペクトル分類B0p-B9pの主系列星で、りょうけん座α2型変光星の高温型に相当する。

## 名称
6等星と、肉眼で見ることが難しい星であり、固有名はない。56 Arietis はフラムスティード番号による名称で、変光星としてはアルゲランダー記法で SX Arietis という名称が付けられている。